# Соха Роман Васильович
Роман Васильович Соха (нар. 18 жовтня 1975, м. Запоріжжя) — український громадський діяч, фахівець в галузі управління фінансовою діяльністю та рентабельністю банківських установ і організацій. Народний депутат України 9-го скликання.

## Життєпис

### Освіта
Закінчив Запорізьку державну інженерну академію, Запорізький національний технічний університет (спеціальність «Фінанси»).

### Трудова діяльність
Працював на керівних посадах у фінансових установах.
З 2001 року — на посаді економіста валютного відділу банку пройшов шлях до директора регіонального центру банку.
Працював помічником народного депутата Ірини Суслової. Обіймав посаду директора регіонального роздрібного центру ПАТ «Сведбанк», був директором Запорізької філії ПАТ «Укрінбанк». Директор рекламного агентства «Еверест».

## Політична діяльність
Керівник Зе!офісу у Запоріжжі.
Кандидат у народні депутати від партії «Слуга народу» на парламентських виборах 2019 року (виборчий округ № 75, Дніпровський, Заводський райони м. Запоріжжя). На час виборів: тимчасово не працює, член політичної партії «Слуга народу».
Член Комітету Верховної Ради України з питань цифрової трансформації, голова підкомітету електронного врядування та електронної демократії.
Член групи з міжпарламентських зв'язків з Князівством Монако.

## Скандали
У 2021 році Соха вийшов із фракції «Слуга народу». Давид Арахамія звинуватив його в отриманні хабаря за вихід з фракції. Соха заявив, що вирішив вийти зі «Слуги народу» за власним бажанням через відмінність поглядів і відсутність комунікації всередині фракції.